# Lacăte carnivore
Lacăte carnivore (1987) (titlu original Opération "serrures carnivores") este un roman fantastique al scriitorului francez Serge Brussolo. În 1988, el a fost recompensat cu Marele Premiu al imaginarului.

## Cadrul acțiunii
Acțiunea se petrece într-un viitor în care omenirea a devenit tot mai obsedată de siguranța personală, de proliferarea violenței și de ecologie. Pentru a face față posibilelor agresiuni stradale, tot mai mulți oameni apelează la costume de protecție de forma unor scafandre, dotate cu autonomie, hrană, metode de divertisment și capabile să facă față impactului cu orice fel de proiectil și să reziste la orice fel de șoc, inclusiv termic. Problema a degenerat într-o adevărată fobie în țările civilizate, tot mai mulți oameni refuzând să mai părăsească aceste costume chiar și pentru a merge la toaletă, a se spăla sau a întreține relații intime.
Noua modă merge mână în mână cu încercarea autorităților de a stopa violența, printr-o metodă care amintește de filozofia lui Gandhi: agresatul nu replică în fața agresorului, pentru a nu risca escaladarea conflictului. Transpunerea în practică a acestei filozofii a dus la situația aberantă în care agresorul poate depune plângere dacă victima sa replică și, mai mult, are câștig de cauză în urma acestei plângeri. Din aceleași considerente, agenții de poliție au fost disponibilizați, interzicându-le folosirea muniției, rolul lor devenind unul pur decorativ: sunt informatori pentru Unitățile de Justiție Autonomă - un fel de tancuri robotizate care încearcă să prindă agresorii și să-i facă scrum într-un dispozitiv special creat în acest scop.
Ecologia a ajuns și ea la dezideratul ca orice material să fie refolosit, iar animalele să nu mai fie sacrificate. Revistele sunt ilustrate cu ajutorul unor colonii de alge special pre-programate pentru a crea imagini animate, care sunt comestibile, în timp ce toate materialele folosite se degradează singure în decurs de câteva ore. În ceea ce privește alimentația, carnea din farfurie provine de la animale de sinteză, a căror carne se regenerează continuu.

## Intriga
Mathias Fanning este un fost polițist activ, actualmente un simplu informator pentru Unitățile de Justiție Autonomă, rămas fără insignă, cătușe și armă. În timpul liber, joacă rolul unui preot care satisface plăcerile masochiste ale enoriașilor păcătoși. După una dintre slujbe, asistă la spargerea unui magazin de bijuterii de către Armless, un răufăcător fără brațe dar al cărui cap a devenit o adevărată armă capabilă să distrugă orice. Fanning încearcă să oprească jaful, dar inițiativa sa eșuează și, în plus, se trezește cu o reclamație din partea lui Armless pentru agresiune.
Situația amenință să-l lase fără loc de muncă, așa încât Junia, șefa lui, îi propune să-și încerce norocul în slujba unei cunoștințe de-a ei, care se ocupă cu asigurările depozitelor bancare. Depozitele se fac în stomacurile unor creaturi crocodiliene, capabile să ucidă orice spărgător, care se hrănesc cu energie în stare pură și sunt conduși de o creatură protoplasmatică, o "păstoriță" fără creier.
Dar noua slujbă se dovedește prea tentantă pentru Fanning, iar noua sa șefă, Sarah, îi împărtășește dorința de a da "lovitura secolului". Împreună, ei pun la cale un plan minuțios în care Fanning se îmbracă într-unul dintre cele mai moderne costume de protecție și se strecoară în interiorul uneia dintre bombele cu a căror energie care se hrănesc creaturile crocodiliene. De acolo va ajunge în stomacurile creaturilor și va încerca - înainte ca învelișul protector să fie digerat de sucurile gastrice agresive - să le provoace un atac de cord, care să-i permită fuga cu comoara.
Totul merge conform planului până la intrarea în stomacul creaturilor, unde Fanning constată că "păstorița" este, în realitate, o ființă inteligentă, care vrea să evadeze alături de el. Cei doi produc o deflagrație care distruge clădirea în subsolul căreia se află depozitul, lucru care eliberează monștrii. Confruntați cu Unitățile de Justiție Autonomă, aceștia distrug orașul și pleacă spre ocean, în timp ce Fanning și păstorița evadează. Ei o recuperează și pe soția polițistului, Patricia, și, cu ajutorul comorii recuperate, pornesc în lume să-și construiască o nouă viață.

## Lista personajelor
- Mathias Fanning - fost agent de poliție activ, actualmente informator al Unităților de Justiție Autonomă și preot, specialist în seifuri
- Patricia - soția lui Fanning, obsedată de costumele de protecție urbană
- Armless - infractor fără mâini, care distruge și omoară cu ajutorul craniului a cărui osatură i-a devenit extrem de puternică
- Juvia Trent - căpitan de poliție, șefa lui Mathias
- Goobble - inspector de poliție
- Sarah A. Muraille - expertă în securitate
- Cornélius Vladewsky - fost angajat al laboratoarelor Mikofsky (specializate în producerea de seifuri vii), actualmente creator de personaje din gelatină protoplasmatică pentru benzile desenate
- Păstorița - creatură protoplasmatică folosită pentru a controla seifurile produse de laboratoarele Mikofsky, despre care se presupune eronat că nu e dotată cu inteligență

## Opinii critice
Claude Ecken este de părere că "povestea este imaginea ideii pe care o dezvoltă: delirantă, excesivă, ea a trecut de multă vreme de etapa de metaforă și funcționează doar sub forma unei escaladări permanente complet deconectată de realitate". La rândul său, Éric Sanvoisin vede "în oroarea sa o parte umoristică, probabil involuntară, deoarece poveștile lui Brussolo par atât de vii și de autentice, încât ne fac să surâdem cu dinții încleștați". Critiques Libres se mulțumește să pună eticheta de "carte absolut genială", observând că Brussolo pare a fi dorit "să bată un record: acela al celui mai mare număr de idei pe pagină".
În anul 1988, romanul a fost recompensat cu Marele Premiu al imaginarului.